# Willem Hubertus Johannes Derks
Willem Hubertus Johannes Derks (Tilburg, 18 augustus 1915 - Zeist, 19 maart 1991) was een Nederlands advocaat, politicus en bestuurder voor de Roomsch-Katholieke Staatspartij en Katholieke Volkspartij.
Willem Derks was de zoon van de bankier Willem Hubertus Derks en Melanie Botermans. Na het afronden van de Rooms-Katholieke lagere school in Utrecht (1921-1927) ging hij naar het gymnasium: eerst het Sint Willibrordus College in Katwijk aan de Rijn, later naar het Aloysius College in 's-Gravenhage. Hij studeerde Nederlands recht aan de Rijksuniversiteit Utrecht, waar hij in 1940 afstudeerde.
Van 1939 tot 1941 was hij werkzaam in de journalistiek, waarna hij als advocaat en procureur aan de slag ging in Utrecht. Na de Tweede Wereldoorlog werd hij geïnstalleerd in de tijdelijke gemeenteraad van Utrecht, en was hij secretaris van de Zuiveringsraad voor het schadeverzekeringsbedrijf. Van 1946 tot 1950 was hij lid van de Provinciale Staten van Utrecht en van 1946 tot 1948 ook van de Tweede Kamer der Staten-Generaal, voor de KVP. In 1948 was hij lid van de Commissie wettelijke regeling der politieke partijen bij het Centrum voor Staatkundige Vorming.
In de Tweede Kamer hield Derks zich vooral bezig met Justitie en Binnenlandse Zaken bezig. Van 1949 tot 1962 was hij lid van de Utrechtse gemeenteraad en vanaf 1954 was hij tevens wethouder van openbare werken en volkshuisvesting. In die functie speelde hij een belangrijke rol bij de naoorlogse stadsuitbreidingen van Utrecht, zoals in Tuindorp, Hoograven en Kanaleneiland. Hij combineerde het wethouderschap met zijn advocatuur.
Naast zijn hoofdfuncties, was hij tevens regent bij de Fundatie van de Vrijvrouwe van Renswoude (1949 - 1962) en was hij enige tijd lid van de Raad van Toezicht van de Nederlandse Televisie Maatschappij in oprichting (1962).
Derks trouwde in 1942 met Ien Sierks, die in 1972 overleed. Later hertrouwde hij met C.A. van der Dussen. Hij had vijf kinderen. Hij ontving de Zilveren Stadspenning van de gemeente Utrecht.